# Ministère de l'Aménagement du territoire national, de l'Urbanisme, de l'Habitat et de la Politique de la ville
Le ministère de l'Aménagement du Territoire National, de l’Urbanisme, de l'Habitat et de la politique de la ville est un ministère marocain. Le ministère a été créé le 7 décembre 1955 sous le nom de ministère de l’Urbanisme et de l’Habitat lors de la nomination du premier gouvernement marocain après l'indépendance.

## Liste des ministres
| Ministre                                | Ministre | Ministre                  | Parti | Parti                                  | Date de début     | Date de fin      |
| --------------------------------------- | -------- | ------------------------- | ----- | -------------------------------------- | ----------------- | ---------------- |
| 1                                       |          | Mohammed ben Bouchaib     |       | -                                      | 7 décembre 1955   | 25 octobre 1956  |
| Le ministère a été aboli de 1956 à 1972 |          |                           |       |                                        |                   |                  |
| 3                                       |          | Hassan Zemmouri           |       | -                                      | 12 avril 1972     | 10 octobre 1977  |
| 4                                       |          | Abbas El Fassi            |       | Parti de l'Istiqlal                    | 10 octobre 1977   | 5 octobre 1981   |
| 5                                       |          | M'Fadel Lahlou            |       | -                                      | 5 novembre 1981   | 11 avril 1985    |
| 6                                       |          | Abderrahman Bouftas       |       | Parti de l'Istiqlal                    | 11 avril 1985     | 9 novembre 1993  |
| 7                                       |          | Driss Toulali             |       | -                                      | 11 novembre 1993  | 31 janvier 1995  |
| 8                                       |          | Said El Fassi,            |       | -                                      | 27 février 1995   | 13 août 1997     |
| 9                                       |          | Mourad Chérif,            |       | -                                      | 13 août 1997      | Mars 1998        |
| 10                                      |          | Mohamed El Yazghi         |       | Union socialiste des forces populaires | Mars 1998         | 9 septembre 2007 |
| 11                                      |          | Ahmed Taoufiq Hejira      |       | Parti de l'Istiqlal                    | 19 septembre 2007 | 3 janvier 2012   |
| 12                                      |          | Mohamed Nabil Benabdallah |       | Parti du progrès et du socialisme      | 3 janvier 2012    | 24 octobre 2017  |
| 13                                      |          | Abdelahad Fassi Fihri     |       | Parti du progrès et du socialisme      | 22 janvier 2018   | 9 octobre 2019   |
| 14                                      |          | Nouzha Bouchareb          |       | Parti du mouvement populaire           | 9 octobre 2019    | 7 octobre 2021   |
| 15                                      |          | Fatima-Zahra Mansouri     |       | Parti authenticité et modernité        | 7 octobre 2021    | en fonction      |